# Скачки (платформа)
Скачки — зупинний пункт Жовтневої залізниці в історичному районі Скачки міста Красне Село на залізничній лінії Санкт-Петербург-Балтійський — Гатчина-Балтійська.
Розташований на околиці мікрорайону Скачки біля берегів річки Дудергофка. Залу очікування на платформі немає. На станції зупиняються всі приміські поїзди.